# Iunia Calvina
Iunia Calvina (* um 25; † nach 79) war eine römische Senatorentochter.
Ihre Eltern waren Marcus Iunius Silanus Torquatus, der Konsul von 19, und dessen Frau Aemilia Lepida, eine Urenkelin des Augustus.
Sie hatte vier Geschwister:
- Decimus Iunius Silanus Torquatus (* um 10; † 64)
- Marcus Iunius Silanus (Konsul 46) (* 14; † 54)
- Iunia Silana (* ca. 15–20; † 59)
- Lucius Iunius Silanus (Prätor 48) (* um 22; † 49), (Verlobter der Octavia)

Die „schöne“, „leichtfertige“ und „lebenslustige“ Iunia Calvina, war seit etwa 46/47 verheiratet mit Lucius Vitellius, aber schon bald wieder von ihm geschieden. Im Jahr 48 wurde ihr auf Betreiben Agrippinas von ihrem ehemaligen Schwiegervater Lucius Vitellius Blutschande mit ihrem Bruder Lucius Iunius Silanus vorgeworfen, um diesen zugunsten von Nero von der Ehe mit der Kaisertochter Octavia abzubringen. Der Bruder tötete sich selbst, und Iunia Calvina wurde im Jahr 49 aus Italien vertrieben. Im Hain der Diana wurden Opfer und Sühnübungen wegen Blutschande dargebracht.
Ob auch sie, wie ihre Schwester Iunia Silana, im Jahr 59 aus der Verbannung nach Tarent zurückkehren durfte, geht aus den Quellen nicht hervor.
Als eine der wenigen Nachkommen des Augustus lebte sie noch 79, im letzten Regierungsjahr Vespasians. Ihr genaues Todesdatum ist unbekannt.
Inschriftlich erhalten ist lediglich die in Tivoli/Tibur entstandene Grabschrift ihrer Lieblingssklavin Tyrannis, Gattin des Thymelus:
Calviniae /
M(arci) Silani fil(iae) /
delicio(!) /
Iuniae Sp(uri) f(iliae) Tyrannidi /
uxori optumae /
C(aius) Albius Livillae l(ibertus) /
Thymelus Herc(ulaneus) /
Augustalis